# پشتون زرغون (هرات)
پشتون زرغون  یک ولسوالی در ولایت هرات است. پشتون زرغون ۱٬۰۴۲ متر بالاتر از سطح دریا واقع شده‌است.